# 雲仙溫泉

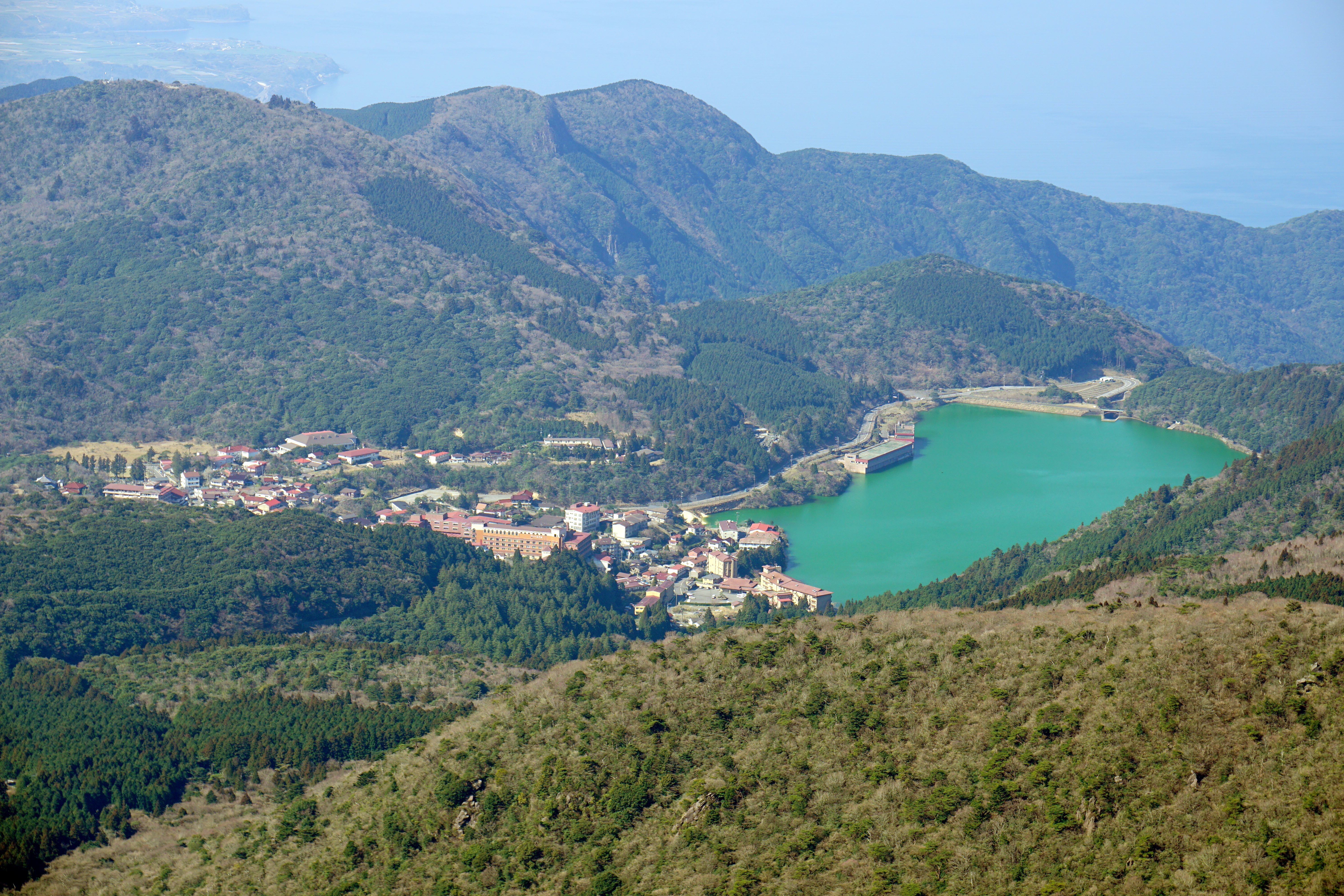
鴛鴦之池和溫泉街

雲仙溫泉（うんぜんおんせん）是長崎縣雲仙市小濱町雲仙的溫泉。日本最初指定的國立公園（雲仙天草國立公園）的溫泉保養地。

## 泉質
硫磺泉。

## 溫泉街
位在雲仙妙見岳西南，標高700m的鴛鴦之池南側。

### 雲仙地獄
溫泉街內有稱作「雲仙地獄」的噴氣帶，內有30處地獄，設有步道、地獄展望台等。
- 清七地獄
- 八萬地獄
- 雀地獄
- お糸地獄
- 大叫喚地獄
- 邪見地獄
- 泥火山

## 外部連結
- 雲仙温泉観光協会 （页面存档备份，存于）